# 산타크루스델이슬로테섬
산타크루스델이슬로테섬(스페인어: Santa Cruz del Islote →성십자 섬)은 콜롬비아 볼리바르주 해안에 위치한 인공섬이다. 산베르나르도 군도에 속하며, 육지의 톨루, 코베냐스 마을과 가깝다. 몹시 작은 섬인데도 불구하고 천 명이 넘는 인구가 살고 있어 지구상에서 가장 인구밀도가 높은 섬으로 소개되고 있다.

## 역사
썰물 때 밖으로 노출된 지반 위에 현지인들이 산호, 돌덩이, 자재 등을 써서 간척해 만든 인공섬이다. 대략 1870년부터 간척이 이뤄져 온 것으로 보인다. 섬이 너무 좁은 관계로 일부 주민은 인근의 틴티판섬이나 무쿠라섬으로 이주하기도 했다.
2013년 섬 주민들이 도내 현안을 처리하기 위한 주민협의회을 꾸리기도 하였다. 2018년에는 밀물로 인한 홍수로 섬 전체와 일부 주민들이 피해를 입는 사태가 있었다.
2020년 8월 콜롬비아 정부 기술부장관과 볼리바르주지사가 참석한 가운데 산타크루스섬의 24시간 무료 인터넷 서비스 출범 행사가 열렸다. '지방 디지털존' (Zona Digital Rural)이라 부르는 이 서비스는 섬 주민들로 하여금 코로나바이러스 유행의 여파 속에서도 무선 교육을 받을 수 있도록 기획한 데 따른 결과다. 이전에는 섬 내에서 인터넷을 이용하려면 요금도 비싸고 품질도 좋지 않아, 자가 행정업무와 교육활동이 어려운 형편이었다.
2021년 7월 2일, 콜롬비아 최초로 모든 주민이 백신 접종을 완료한 지역이 되었다.

## 지리
섬의 총 면적은 12,140.57 m2로, 서울광장보다 작다. 톨루항에서 페리를 타고 섬으로 갈 수 있다. 운동이나 장례식을 할 때 섬 주민들은 이웃 섬을 활용하며, 돈을 벌 때에는 어느 지역이든 나아가지만 주로 무쿠라섬 호텔 직원으로 근무한다. 섬 내에는 학교가 하나 있으며 선생님도 한 명이다.

산베르나르도 군도의 지도. 산타크루스섬은 지도 상단 왼쪽에 위치해 있다.

## 행정
섬이 너무 작아서 자치단체가 따로 설치되지는 않았다. 콜롬비아 북부 볼리바르주의 산베르나르도 군도의 관할 섬으로 취급되고 있으며, 콜롬비아 해군이 경비를 맡는다.

## 같이 보기
- 콜롬비아 카리브해 지역
- 남아메리카의 섬 목록